# まめのき
まめのきは、かつてSMA NEET Projectで活動していたお笑いコンビ。
2016年2月結成。2019年11月6日に解散を発表し、12月5日の自主ライブ「まめのきのびのびライブ最終回」にて活動を終了した。

## メンバー
- 豆山 しんご（まめやま しんご、1976年4月15日（48歳）  - ）
ボケ担当。本名：松山真悟（まつやましんご）
兵庫県尼崎市出身。放送芸術学院卒業。
身長177cm、体重72㎏、足のサイズ27.5cm、血液型A型。スリーサイズはB92、W83、H95[注 1]。
趣味はお酒、特技は頭の上に大福を乗せて手を使わずに食べること[注 1]。
キャプテン渡辺とのコンビ「こんにゃくモンロー」、フラミンゴのオレンヂ（現辻本耕志）とのコンビ「牛肉オレンヂ」[1]、キャプテン渡辺・松本りんす（現だーりんず）らとのグループ「バカラ」（後に「キラッキラーズ」に改名）[2]、元マッドドックスの吉田一人とコンビ「珍獣大行進」（後に「ザ・マルチ」に改名）[3]、元「☆ルリヲ☆」の金指悠太郎とのコンビ『いちじきかちょー』[1]（後に「豆フル金フル」に改名）などを経て、豆山しんごとしてピン芸人で活動中に木村から誘われてコンビを結成する。この他、「ぎゅうにく」「ジャック豆山」の芸名でのピン芸人活動歴がある[1]。
町工場でアルバイトをしている[4]。
まめのき解散後はピンにて「ジャック豆山」名義に戻し活動していたが、2023年8月より植田マコト、古澤光拡とトリオ「シャトー」で活動中。
事務所の先輩芸人、長谷川雅紀（錦鯉）・後輩芸人、古澤（元：お団子まんじゅう、現シャトー）・原澤たこやき（元：ゆっくりたいむ）らとアパートの同じ棟で暮らす「たまご会」の一員。

- 木村 直博（きむら なおひろ、1976年10月12日（48歳） - ） 
ツッコミ・ネタ作成担当。
福岡県田川市出身[5]。福岡県立西田川高等学校卒業[6]。
身長178cm、体重70kg、足のサイズ26.5cm。血液型O型[注 1]。
趣味は映画観賞・プロ野球観戦であり、そのため映画・野球のトリビアに詳しい[注 1]。特技は絵を描くこと[7] で、不定期で4コマストーリー漫画「茂木フキオ」[8]をnoteにあげている。
1999年に上京[9]後、2年間フリーで活動。その後東京NSCに7期生として入学[10]。吉本所属時は「シェイカーズ」というトリオや「ノコギリクワガタ」というコンビで活動。
2004年から人力舎に所属し、 穴井一久（現構成作家のあないかずひさ）とのコンビ「Lucy!」（後に「ルーシー」に改名、2007年8月解散）として活動していた[7]。
ルーシー解散後、漫画家を目指すため4年半ほど芸人を辞めていた[11]が、2012年に同期の平井邦明（元三福星）と「ぼーなすとらっく」を結成（この当時はソーレアリアに所属）[6]、2015年10月末に解散。その後「わくわく会議室」というコンビで活動。
実家はカット&パーマきむらという美容院を営んでいる。[12]
福岡ソフトバンクホークスファン。
小学生の頃少林寺拳法を習っていた[13]。
甲本ヒロトと真島昌利をこよなく愛する[7]。
海老とジェットコースターが苦手である[7]。
まめのき解散後はフリーで作家「キムラナオヒロ」（2023年1月より「きむらなおひろ」表記に変更）として活動。古巣SMAのネタ見せや、AMEMIYAのラジオ「AMEMIYAのとにかく歌います♪」、「MUSIClock」（InterFM）に構成作家として参加・出演していた。
2023年2月に現シャトーの植田マコトとのコンビ「ひざげり小僧」（結成当初は「やわらかい服」）を結成して再々度芸人として復帰。2023年7月に解散したが、2024年1月よりスタンバイ須田（現在は「須田」表記のみ）とのコンビ「青いママチャリ」で活動中。「AMEMIYAのとにかく歌います♪」には作家として継続参加している。

## ネタ・芸風・エピソード
- コントは豆山のルックスを活かした内容が多い。
- 漫才は当初豆山の耳を塞がせてその間に木村が客席に語りかけるという変わった型で行われていた。
- 毎週火曜22時半よりツイキャスを行っていた[14]。
- コンビ結成のキューピッドはや団の本間キッドである[15]。

## 出演

### テレビ
- 土曜特番『「THE城攻め2」歴史ロマン×ゲームバラエティ…囚われの姫を救出せよ』（日本テレビ系列、2017年11月18日）
- 『芸人シンパイニュース』（テレビ朝日系列、2022年1月7日[16][17]）豆山のみ
- 『水曜日のダウンタウン』「スベリ-1GP」（TBS系列、2023年12月6日・12月13日）豆山のみ

### ラジオ
- 『マイナビ Laughter Night』（TBSラジオ、2016年12月10日、2017年8月11日）

## 賞レース戦績
- キングオブコント 2016 - 1回戦敗退
- M-1グランプリ 2016 - 準々決勝進出
- キングオブコント 2017 - 1回戦敗退
- M-1グランプリ 2017 - 3回戦進出
- キングオブコント 2018 - 2回戦進出
- M-1グランプリ 2018 - 2回戦進出
- キングオブコント 2019 - 準々決勝進出
- M-1グランプリ 2019 - 2回戦進出